# Haakon Nyhuus
 Der er for få eller ingen kildehenvisninger i denne artikel, hvilket er et problem. Du kan hjælpe ved at angive troværdige kilder til de påstande, som fremføres i artiklen.

Haakon Nyhuus (28. november 1866 i Trysil – 25. december 1913 i Kristiania) var en norsk biblioteksmand.
Nyhuus tilbragte sin barndom i Sverige, tog Artium ved Kristiania Universitet 1885 og kastede sig derefter ind i tidens studenterliv og i bohêmebevægelsen. Han udgav 1888 sammen med Hans Jæger en novellesamling Kristiania-Billeder. I årene 1890—97 arbejdede han ved amerikanske biblioteker, hvorefter han 1898 blev ansat som bibliotekar ved det kommunale Deichmanske bibliotek i Kristiania. 
I denne stilling fik han anledning til at slå til lyd for det amerikanske biblioteksvæsens metodik og en forbedret bibliografisk teknik, dels ved praktisk at iværksætte dette i sit bibliotek, dels som medlem af en departemental komité til organisation af Norges statsunderstøttede folkebogsamlinger. I årene 1902—05 var han Kirkedepartementets konsulent i sager angående folkebogsamlingerne. 
I årene 1907—12 redigerede Nyhuus Illustreret Norsk Konversationsleksikon. Det Deichmanske bibliotek undergik under hans ledelse en storartet udvikling, ligesom dets organisation blev forbilledlig for andre norske biblioteker. I anledning af 25-årsjubilæet for reorganisationen blev Nyhuus portræt, malet efter fotografi af Gudmund Stenersen, i december 1923 ophængt i det Deichmanske biblioteks udlånsafdeling for populær læsning. 